# Operación Perch
La operación Perch fue una ofensiva británica de la Segunda Guerra Mundial, que tuvo lugar del 7 al 14 de junio de 1944, durante las primeras etapas de la Batalla de Normandía. La operación estaba destinada a rodear y decomisar los alemanes que ocuparon la ciudad de Caen, que era un objetivo del Día-D de la tercera división de infantería británica. Tres días después de la invasión, la ciudad todavía estaba en manos alemanas y la operación fue modificada. Esta se amplió debido a la inclusión del primer cuerpo británico para realizar un movimiento de pinza en Caen